# Jalil Zandi
Jalil Zandi , né le 2 mai 1951 à Garmsar (Iran) et mort le 1er avril 2001 à Téhéran (Iran), est un pilote de chasse iranien, as de la guerre Iran-Irak,,.

## Biographie
Il s'engage dans l'armée de l'air en 1970. Après la Révolution iranienne de 1979, il continue son service dans la Force aérienne de la République islamique d'Iran. Devenant major, il se retrouve régulièrement en conflit avec son supérieur, Abbas Babai, et est condamné à dix ans d'emprisonnement. À la demande d'un responsable de l'armée de l'air et d'autres pilotes, il est libéré après six mois.
Pilote de F-14 Tomcat, il abat onze avions irakiens lors de la guerre Iran-Irak (8 confirmés,, et 3 non confirmés) : quatre MiG-23, deux MiG-21, deux Soukhoï Su-22 et trois Mirage F1. Cela fait de lui le meilleur pilote de F-14 Tomcat et le meilleur as de l'aviation iranien au combat.
Il est mort avec sa femme Zahra Mohebshahedin, en 2001, dans un accident de voiture, près de Téhéran. Il est enterré au cimetière de Behesht-e Zahra, dans le sud de Téhéran. Il a trois fils.